# Сумгаитский государственный музыкально-драматический театр
Сумгаитский государственный музыкально-драматический театр — профессиональный театр, созданный в городе Сумгаит, Азербайджан.

## История
Театр был создан в 1968 году как Сумгаитский молодёжный драматический театр. В 1969 году, правительство Азербайджана, приняв решение увековечить память азербайджанского театрального деятеля и режиссёра Гусейна Араблинского, назвало театр его именем.
Театр открыл свой занавес 14 марта 1969 года спектаклем «Музыкальный Джордан и король дервишей Мастали» (режиссёр Д. Селимова) по произведению М. Ф. Ахундова. На следующий день он порадовал своих зрителей трагикомедией английского драматурга Джона Патрика «Странная миссис Сэвидж» (режиссёр Н. Садыхзаде). В разные годы в театре трудились Народные артисты Азербайджана Р. Афганлы, Б. Шекинская, А. Баширкызы и др.
В 1974 году по решению Министерства культуры Сумгаитский театр получил статус государственного драматического театра.

## Репертуар
Репертуар театра включает в себя пьесы из классических и современных азербайджанских, русских и зарубежных драматургов.